# 東北社会学研究会
東北社会学研究会（とうほくしゃかいがくけんきゅうかい、英語: Tohoku Sociological Association）は、日本の学術研究団体の一つ。

## 概要
1947年2月10日設立。学術研究団体としての種別は単独学会。
社会学の理論・学説史的研究、東北地方をはじめとした地域研究・農村研究、数理・計量的研究などについての研究発表を行い、会員が相互に交流しながら、社会学研究の促進をはかることを目的としている。また、日本の社会学学術誌として最も長い歴史を持つ、査読付き機関誌である『社会学研究』を刊行し、研究成果を広く発信している。
国内においては社会学系コンソーシアムに加入している。本部は東北大学内に置かれている。

## 沿革
- 1947年 - 東北社会学研究会設立。

## 歴代会長
- 齋藤吉雄：1985年? - 1991年
- 佐藤勉：1992年 - 1996年
- 細谷昂：1996年 - 1997年
- 吉原直樹：1998年 - 2001年
- 高城和義：2002年 - 2005年
- 小林一穂：2006年 - 2009年
- 正村俊之：2010年 - 2013年
- 長谷川公一：2014年 - 2017年
- 永井彰：2017年 -

## 刊行物

### 社会学研究
- 誌名（和文）：社会学研究
- 誌名（欧文）：The Study of Sociology
- 創刊年：1950
- 資料種別：ジャーナル（査読付き論文を含む）
- 使用言語：日本語のみ
- 発行形態：印刷体
- 著作権帰属先：-
- クリエイティブコモンズ：-
- 購読：有料